# Kirchenruine von Agnestad
Die Kirchenruine von Agnestad ist eine Kirchenruine (schwedisch Ödekyrka) in der Landkirchengemeinde Falköping in der schwedischen Provinz Västra Götalands län.

## Beschreibung
Von dieser mittelalterlichen Kirche sind heute nur noch die Grundmauern erhalten. Die Fundamentreste zeigen den Grundriss einer Rundkirche (schwedisch rundkyrka). Ihr runder Zentralbau hatte einen Durchmesser von etwa sieben Metern und eine Mauerstärke von 1,1 Meter. Im Osten besaß sie eine rechteckige Apsis, die vermutlich den Altar beherbergte. Umgeben ist sie von einem alten, mit Feldsteinen eingefassten Kirchplatz. Sie befindet sich nördlich des Berges Ålleberg und südöstlich von Falköping. Auf Grund ihrer geringen Größe kann davon ausgegangen werden, dass die anwesenden Gemeindemitglieder die Gottesdienste stehend verbrachten.

## Geschichte
Die Kirche wurde in der 2. Hälfte des 12. Jahrhunderts erbaut. Den Auftrag dazu erteilte – wie auch bei der Kirche von Skörstorp und der Kirche von Dimbo-Ottravad – der Bischof von Skara, Bengt I. den gode. Anderen Quellen zufolge soll die Gründung auf den heiligen Siegfried von Växjö zurückgehen. Beide waren Bischöfe von Skara. St. Siegfried wird auch die Errichtung der etwa 10,0 km östlich gelegenen Östra Gerums Kirche sowie der knapp 4,0 km nördlich befindlichen Kirche von Friggeråker zugeschrieben.
Bei archäologischen Ausgrabungen wurde Reste von früheren christlichen Steingräbern aus dem 11. Jahrhundert entdeckt. Die Ergebnisse ihrer Untersuchung deuten darauf hin, dass sich an dieser Stelle bereits früher schon eine Holzkirche befunden haben muss. In der 2. Hälfte des 16. Jahrhunderts wurde die Kirche aufgegeben.